# تيلفورد يونايتد
نادي تيلفورد يونايتد لكرة القدم (بالإنجليزية: AFC Telford United) هو نادٍ لكرة القدم يقع في تيلفورد، شروبشاير، بإنجلترا. تم تشكيل النادي في عام 2004 بعد أن تم طي تيلفورد يونايتد الأصلي، الذي تأسس في عام 1872، بسبب مشاكل مالية. حاليًا أعضاء في الرابطة الوطنية الشمالية، المستوى السادس من كرة القدم الإنجليزية، يلعبون مباريات على أرضهم في نيو باكس هيد في ويلينجتون، وهي جزء من مدينة تيلفورد الجديدة. ألوان النادي بيضاء وسوداء.

## المنافسات
يُنظر تقليديًا إلى منافسي شروبشاير شروزبري تاون على أنهم المنافس الرئيسي للنادي. تُعرف المباريات المتنازع عليها بين الاثنين باسم ديربي شروبشاير. ومع ذلك، نظرًا للفجوة في الدوري بين الناديين، فإن معظم اللقاءات بين الفريقين تكون في كأس شروبشاير للكبار.

## اللاعبون
آخر تحديث 12 نوفمبر 2022.
ملاحظة: تشير الأعلام إلى المنتخب بحسب قواعد الأهلية المعتمدة من قبل الفيفا؛ تنطبق بعض الاستثناءات المحدودة. وقد يحمل اللاعبون أكثر من جنسية لا تعترف بها الفيفا.
| الرقم | البلد            | المركز | اللاعب         |
| ----- | ---------------- | ------ | -------------- |
| 9     | إنجلترا          | مهاجم  | جايسون أوزويل  |
| 11    | إنجلترا          | مهاجم  | بريندون دانيلز |
| 14    | إنجلترا          | مهاجم  | كاي ويليامز    |
| 20    | إنجلترا          | مدافع  | براد بود       |
| 22    | إنجلترا          | مدافع  | جوردن بيجوت    |
| 24    | أيرلندا الشمالية | وسط    | ليام نولان     |

| الرقم | البلد   | المركز | اللاعب        |
| ----- | ------- | ------ | ------------- |
|       | إنجلترا | مدافع  | ماتي براون    |
|       | إنجلترا | مدافع  | جاك سويني     |
|       | هولندا  | وسط    | دير جيز       |
|       | نيجيريا | وسط    | الأمير إكبولو |
|       | إنجلترا | وسط    | بايرون مور    |
|       | ماليزيا | وسط    | كوبي تشونغ    |

## السجلات
- أفضل أداء في كأس الاتحاد الإنجليزي: الجولة الثانية، 2014-15.[3]

- أفضل أداء لكأس الاتحاد الإنجليزي: نصف النهائي 2008-09 و2018-19.[3]

- أكبر انتصار: 10-1 ضد كوليشيل تاون، الدور الثاني لكأس الاتحاد الإنجليزي، 15 ديسمبر 2020.[4]

- هزيمة قياسية: 14–1 ضد TNS، كأس شروبشاير للكبار، 20 يوليو 2017.

- أكبر حضور جماهيري: 5،710 ضد بورسكو، دوري الدرجة الشمالية الممتازة، 28 أبريل 2007.[5]

- أطول سلسلة لم يهزم فيها: 37 مباراة، من 21 يناير 2006 إلى 9 ديسمبر 2006.[5]

- أكثر ظهور له: رايان يونغ 367، 2007-2014.[5]

- معظم الأهداف: آندي براون، 56 هدفًا، 2008-2012.[5]

- أكبر عدد من الأهداف في موسم واحد: كايل بيري، 23 هدفًا، 2004-05.[5]

- أكبر عملية شراء: 5000 جنيه إسترليني، لي مور من تامورث في ديسمبر 2006.[5]

- أكبر عملية بيع: 25000 جنيه إسترليني، دوان كورتني إلى بيرنلي، أغسطس 2005.[5]